# Lasiomma africana
Lasiomma africana är en tvåvingeart som först beskrevs av Seguy 1938.  Lasiomma africana ingår i släktet Lasiomma och familjen blomsterflugor.
Artens utbredningsområde är Kenya. Inga underarter finns listade i Catalogue of Life.